# Marco Pinto Ferrer
Marco Pinto Ferrer (Barcelona, 11 de novembre de 1987), és un exjugador de rugbi a XV català que jugava en la posició de talonador.

## Biografia
Format a les categories inferiors de la Unió Esportiva Santboiana, Pinto fitxa el 2006 per a la secció del Biarritz Olympique, fins que el 2008 fitxaria per l'equip junior del ASM Clermont Auvergne ion aconseguiria el subcampionat francès de la categoria i amb qui debuaria al Top14 jugant 14 minuts. Posteriorment, deixaria Clermont i fitxaria per Oyonnax i Beziers, tots ells a la ProD2.

## Palmarès
- Vice-campió de França Junior l'any 2009 amb l'ASM Clermont Auvergne.[1]